# Party Central
 (juillet 2025).
Pour plus de détails, voir Fiche technique et Distribution.
Party Central est un court-métrage d'animation de six minutes de la série Monstres et Cie sorti le 21 mars 2014 avec Muppets Most Wanted.

## Fiche technique
- Titre : Party Central
- Réalisateur : Kelsey Mann
- Scénariste : Kelsey Mann d’après une histoire originale de Adrian Molina
- Musique : Dieter Hartmann
- Producteur : John Lasseter
- Production : Pixar Animation Studios et Walt Disney Pictures
- Distribution : Walt Disney Studios Motion Pictures International
- Durée : 6 minutes
- Genre : Animation
- Date de sortie :
  -  États-Unis : 21 mars 2014
  -  Portugal : 24 avril 2014
  -  France : 10 juin 2014 (FIFA 2014

## Distribution

### Voix originales
- Billy Crystal : Michael Wazowski
- John Goodman : James P. Sullivan
- Sean Hayes : Terri Perry
- Dave Foley : Terry Perry
- Joel Murray : Don Carlton
- Charlie Day : Art
- Peter Sohn : Scott Squibbles
- Julia Sweeney : Sherri Squibbles
- Nathan Fillion : Johnny Worthington III
- Bobby Moynihan : Chet Alexander

### Voix françaises
- Éric Métayer : Bob Razowski
- Xavier Fagnon : Jacques « Sulli » Sullivan
- Donald Reignoux : Terri Perry
- Emmanuel Garijo : Terry Perry
- Jean-Claude Donda : Don Carlton
- Christophe Lemoine : Art
- Hugo Brunswick : Squishy
- Catherine Davenier : Mme Squibbles
- Alexis Victor : Johnny Worthington
- David Kruger : Chet Alexander

Direction artistique : Nathalie Raimbault

### Voix québécoises
- Alain Zouvi : Mike Wazowski
- Patrick Chouinard : James P. Sullivan
- Sébastien Dhavernas : Terri Perry
- Gilbert Lachance : Terry Perry
- Louis-Georges Girard : Don Carlton
- Georges Saint-Pierre : Art
- Hugolin Chevrette-Landesque : Squishy Squibbles
- Manon Leblanc : Sherri Squibbles
- Tristan Harvey : Johnny Worthington
- Maël Davan-Soulas : Chet Alexander

Direction artistique : François Asselin

## Distinctions

### Nominations
- Festival international du film de Palm Springs 2014 : sélection « World Cinema Now »